# TMEM263
TMEM263 (англ. Transmembrane protein 263) – білок, який кодується однойменним геном, розташованим у людей на 12-й хромосомі. Довжина поліпептидного ланцюга білка становить 116 амінокислот, а молекулярна маса — 11 748.
| 10         |  | 20         |  | 30         |  | 40         |  | 50         |
| ---------- |  | ---------- |  | ---------- |  | ---------- |  | ---------- |
| MNQTDKNQQE |  | IPSYLNDEPP |  | EGSMKDHPQQ |  | QPGMLSRVTG |  | GIFSVTKGAV |
| GATIGGVAWI |  | GGKSLEVTKT |  | AVTTVPSMGI |  | GLVKGGVSAV |  | AGGVTAVGSA |
| VVNKVPLTGK |  | KKDKSD     |  |            |  |            |  |            |

A: Аланін

D: Аспарагінова кислота

E: Глутамінова кислота

F: Фенілаланін

G: Гліцин

H: Гістидин

I: Ізолейцин

K: Лізин

L: Лейцин

M: Метіонін

N: Аспарагін

P: Пролін

Q: Глутамін

R: Аргінін

S: Серин

T: Треонін

V: Валін

W: Триптофан

Локалізований у мембрані.